# Dennis (CDP)
Dennis ist ein Census-designated place (CDP) im Ort Dennis im Barnstable County in den Vereinigten Staaten. Die Bevölkerungszahl betrug 2.399 (Stand: 2020).

## Geografie
Dem United States Census Bureau zufolge hat der CDP eine Gesamtfläche von 13,1 km². 12,7 km² davon ist Land und 0,4 km² davon ist Wasser.